# Heart of Midlothian Football Club 2015-2016
Questa voce raccoglie le informazioni riguardanti l'Heart of Midlothian Football Club nelle competizioni ufficiali della stagione 2015-2016.

## Stagione
- In Scottish Premiership gli Hearts si classificano al 3º posto (65 punti), dietro a Celtic e Aberdeen.
- In Scottish Cup sono eliminati agli ottavi di finale dall'Hibernian (2-2 e poi 1-0 nel replay).
- In Scottish League Cup sono eliminati ai quarti di finale dal Celtic (1-2).

## Maglie e sponsor
| Casa | Trasferta |

## Rosa
| N. |                    | Ruolo | Calciatore             |
| -- | ------------------ | ----- | ---------------------- |
| 1  | Scozia (bandiera)  | P     | Neil Alexander         |
| 2  | Scozia (bandiera)  | D     | Callum Paterson        |
| 3  | Scozia (bandiera)  | D     | Kevin McHattie         |
| 4  | Polonia (bandiera) | D     | Błażej Augustyn        |
| 5  | Turchia (bandiera) | D     | Alım Öztürk (capitano) |
| 6  | Senegal (bandiera) | C     | Morgaro Gomis          |
| 7  | Scozia (bandiera)  | C     | Jamie Walker           |
| 8  | Ghana (bandiera)   | C     | Prince Buaben          |
| 9  | Marocco (bandiera) | A     | Soufian El Hassnaoui   |
| 10 | Svezia (bandiera)  | A     | Osman Sow              |
| 11 | Scozia (bandiera)  | C     | Sam Nicholson          |
| 12 | Scozia (bandiera)  | A     | Billy King             |
| 13 | Scozia (bandiera)  | P     | Jack Hamilton          |
| 14 | Spagna (bandiera)  | C     | Miguel Pallardó        |

| N. |                    | Ruolo | Calciatore      |
| -- | ------------------ | ----- | --------------- |
| 15 | Scozia (bandiera)  | P     | Scott Gallacher |
| 16 | Belgio (bandiera)  | C     | Arnaud Djoum    |
| 17 | Nigeria (bandiera) | D     | Juwon Oshaniwa  |
| 18 | Brasile (bandiera) | D     | Igor Rossi      |
| 19 | Spagna (bandiera)  | A     | Juanma          |
| 20 | Scozia (bandiera)  | A     | Gavin Reilly    |
| 21 | Scozia (bandiera)  | C     | Don Cowie       |
| 22 | Scozia (bandiera)  | D     | Jordan McGhee   |
| 23 | Scozia (bandiera)  | C     | Danny Swanson   |
| 24 | Scozia (bandiera)  | D     | John Souttar    |
| 25 | Nigeria (bandiera) | A     | Abiola Dauda    |
| 28 | Scozia (bandiera)  | D     | Liam Smith      |
| 35 | Scozia (bandiera)  | C     | Sean McKirdy    |
| 44 | Canada (bandiera)  | A     | Dario Zanatta   |